# Mogens Absalonsen
Mogens Absalonsen (2. februar 1928 – 8. februar 2008) var direktør i Dansk Supermarked.
Absalonsen var direktør, mens Dansk Supermarked foretog kraftige udvidelser så som Bilka og Netto.